# Leandro Marín
Lucas Leandro Marín (Neuquén, Província de Neuquén, 22 de janeiro de 1992) é um futebolista argentino que joga como lateral-direito no Boca Juniors.

## Carreira
Leandro Marín se tornou um dos jogadores mais jovens da história do futebol argentino a estrear em um torneio organizado pela AFA, quando estreou pelo clube Centenario da Província de Neuquén no Torneo Argentino B com apenas 14 anos de idade. Após esse feito, fez testes no Boca Juniors em março e julho de 2007 e não passou. Em 2008, tentou pela terceira vez e conseguiu entra para as divisões de base do Boca Juniors. Estreou pelo Boca Juniors em 12 de abril de 2010 contra o Arsenal de Sarandí na partida válida pelo Campeonato Argentino (Clausura), com a camisa de número 42 substituindo Hugo Ibarra.

## Seleção nacional
Foi convocado pela Seleção Argentina Sub-17 para as disputas do Campeonato Sul-Americano Sub-17 de 2009 no Chile e do Campeonato Mundial Sub-17 de 2009 na Nigéria.

## Estatísticas
Até 17 de abril de 2012.

### Clubes
| Clube             | Temporada         | Campeonato nacional | Campeonato nacional | Copa nacional[a] | Copa nacional[a] | Competições continentais[b] | Competições continentais[b] | Outros torneios[c] | Outros torneios[c] | Total | Total |
| Clube             | Temporada         | Jogos               | Gols                | Jogos            | Gols             | Jogos                       | Gols                        | Jogos              | Gols               | Jogos | Gols  |
| ----------------- | ----------------- | ------------------- | ------------------- | ---------------- | ---------------- | --------------------------- | --------------------------- | ------------------ | ------------------ | ----- | ----- |
| Boca Juniors      | 2009-10           | 0                   | 0                   | 0                | 0                | 0                           | 0                           | 0                  | 0                  | 0     | 0     |
| Boca Juniors      | 2010-11           | 2                   | 0                   | 0                | 0                | 0                           | 0                           | 0                  | 0                  | 2     | 0     |
| Boca Juniors      | 2011-12           | 0                   | 0                   | 0                | 0                | 0                           | 0                           | 0                  | 0                  | 0     | 0     |
| Boca Juniors      | Total             | 2                   | 0                   | 0                | 0                | 0                           | 0                           | 0                  | 0                  | 2     | 0     |
| Total na carreira | Total na carreira | 2                   | 0                   | 0                | 0                | 0                           | 0                           | 0                  | 0                  | 2     | 0     |

- a. ^ Jogos da Copa Argentina
- b. ^ Jogos da Copa Libertadores
- c. ^ Jogos do Jogo amistoso